# Licnocepheus reticulatus
Licnocepheus reticulatus är en kvalsterart som beskrevs av Tyler A. Woolley 1969. Licnocepheus reticulatus ingår i släktet Licnocepheus och familjen Eremellidae. Inga underarter finns listade i Catalogue of Life.